# Anisocanthon
Anisocanthon là một chi bọ cánh cứng thuộc họ Scarabaeidae.